# Coupe des clubs champions africains 1981
Navigation
Édition précédente Édition suivante
La Coupe des clubs champions africains 1981 est la dix-septième édition de la Coupe des clubs champions africains. Le club vainqueur de la compétition est désigné champion d'Afrique des clubs 1981. Trente-et-une formations sont engagées dans la compétition. 
C'est le club algérien de la JE Tizi-Ouzou, qui remporte cette édition après avoir battu les Zaïrois de l'AS Vita Club en finale. C'est le premier titre de la JE Tizi-Ouzou en compétition africaine et le deuxième pour le football algérien, après le succès du MC Alger en 1976. L'AS Vita Club devient le troisième club zaïrois à s'incliner en finale.

## Premier tour
| Équipe 1              | Résultat      | Équipe 2                  | Aller | Retour |
| --------------------- | ------------- | ------------------------- | ----- | ------ |
| AS Kaloum Star        | 3 - 1         | Starlight Banjul          | 2 - 1 | 1 - 0  |
| MMM Tamatave          | 2 - 6         | CD Costa do Sol           | 2 - 4 | 0 - 2  |
| CD Primeiro de Agosto | 3 - 5         | AS Vita Club              | 1 - 1 | 2 - 3  |
| East End Lions        | 1 - 2         | Silures Bobo-Dioulasso    | 1 - 1 | 0 - 1  |
| Al-Ahly Tripoli       | 1 - 2         | JE Tizi-Ouzou             | 0 - 0 | 1 - 2  |
| SEIB Diourbel         | 3 - 3 3-4 tab | ASEC Mimosas              | 2 - 1 | 1 - 2  |
| Al Ahly SC            | 4 - 2         | Abaluhya                  | 3 - 1 | 1 - 1  |
| OC Agaza              | -             | Benfica de Bissau forfait | -     | -      |
| Asante Kotoko         | 4 - 1         | Invincible Eleven         | 3 - 0 | 1 - 1  |
| Dynamos FC            | 6 - 1         | Linare FC                 | 5 - 0 | 1 - 1  |
| Nchanga Rangers       | 5 - 0         | Mbabane Highlanders       | 1 - 0 | 4 - 0  |
| Shooting Stars FC     | 7 - 3         | Township Rollers          | 7 - 1 | 0 - 2  |
| US Mbila Nzambi       | 1 - 1 4-2 tab | AS Real Bamako            | 1 - 0 | 0 - 1  |
| Horsed FC             | -             | Simba SC forfait          | -     | -      |
| Nile Breweries FC     | -             | USCA Bangui abandon       | 2 - 1 | -      |

## Deuxième tour
| Équipe 1               | Résultat | Équipe 2        | Aller | Retour |
| ---------------------- | -------- | --------------- | ----- | ------ |
| CD Costa do Sol        | 2 - 6    | Nchanga Rangers | 1 - 3 | 1 - 3  |
| Silures Bobo-Dioulasso | 3 - 4    | AS Vita Club    | 0 - 1 | 3 - 3  |
| abandon Horsed FC      | -        | JE Tizi-Ouzou   | 1 - 2 | -      |
| Canon YaoundéT         | 1 - 3    | ASEC Mimosas    | 0 - 0 | 1 - 3  |
| Asante Kotoko          | 2 - 4    | AS Kaloum Star  | 1 - 0 | 1 - 3  |
| Shooting Stars FC      | 1 - 5    | Dynamos FC      | 1 - 2 | 0 - 3  |
| US Mbila Nzambi        | 2 - 1    | OC Agaza        | 2 - 0 | 0 - 1  |
| Nile Breweries FC      | 2 - 5    | Al Ahly SC      | 2 - 0 | 0 - 5  |

## Quarts de finale
| Équipe 1        | Résultat | Équipe 2        | Aller | Retour |
| --------------- | -------- | --------------- | ----- | ------ |
| AS Vita Club    | 4 - 3    | Nchanga Rangers | 4 - 1 | 0 - 2  |
| JE Tizi-Ouzou   | 5 - 2    | Dynamos FC      | 3 - 0 | 2 - 2  |
| AS Kaloum Star  | 4 - 2    | ASEC Mimosas    | 2 - 1 | 2 - 1  |
| US Mbila Nzambi | 1 - 4    | Al Ahly SC      | 1 - 1 | 0 - 3  |

## Demi-finales
| Équipe 1      | Résultat | Équipe 2           | Aller | Retour |
| ------------- | -------- | ------------------ | ----- | ------ |
| AS Vita Club  | 1 - 0    | AS Kaloum Star     | 1 - 0 | 0 - 0  |
| JE Tizi-Ouzou | -        | Al Ahly SC forfait | -     | -      |

## Finale
| Entraîneur :        |
| Khalef et Ziwotco . |

| Entraîneur : |
| Kalambay     |

| Entraîneur :        |
| Khalef et Ziwotco . |

| Entraîneur : |
| Kalambay     |

| Entraîneur : |
| Kalambay     |

| Entraîneur :      |
| Khalef et Ziwotco |

| Entraîneur : |
| Kalambay     |

| Entraîneur :      |
| Khalef et Ziwotco |

## Vainqueur
| Coupe des clubs champions africains Vainqueur 1981 |
| -------------------------------------------------- |
| JE Tizi-Ouzou Premier titre                        |